# Naturschutzgebiet Altenbürener Steinberg

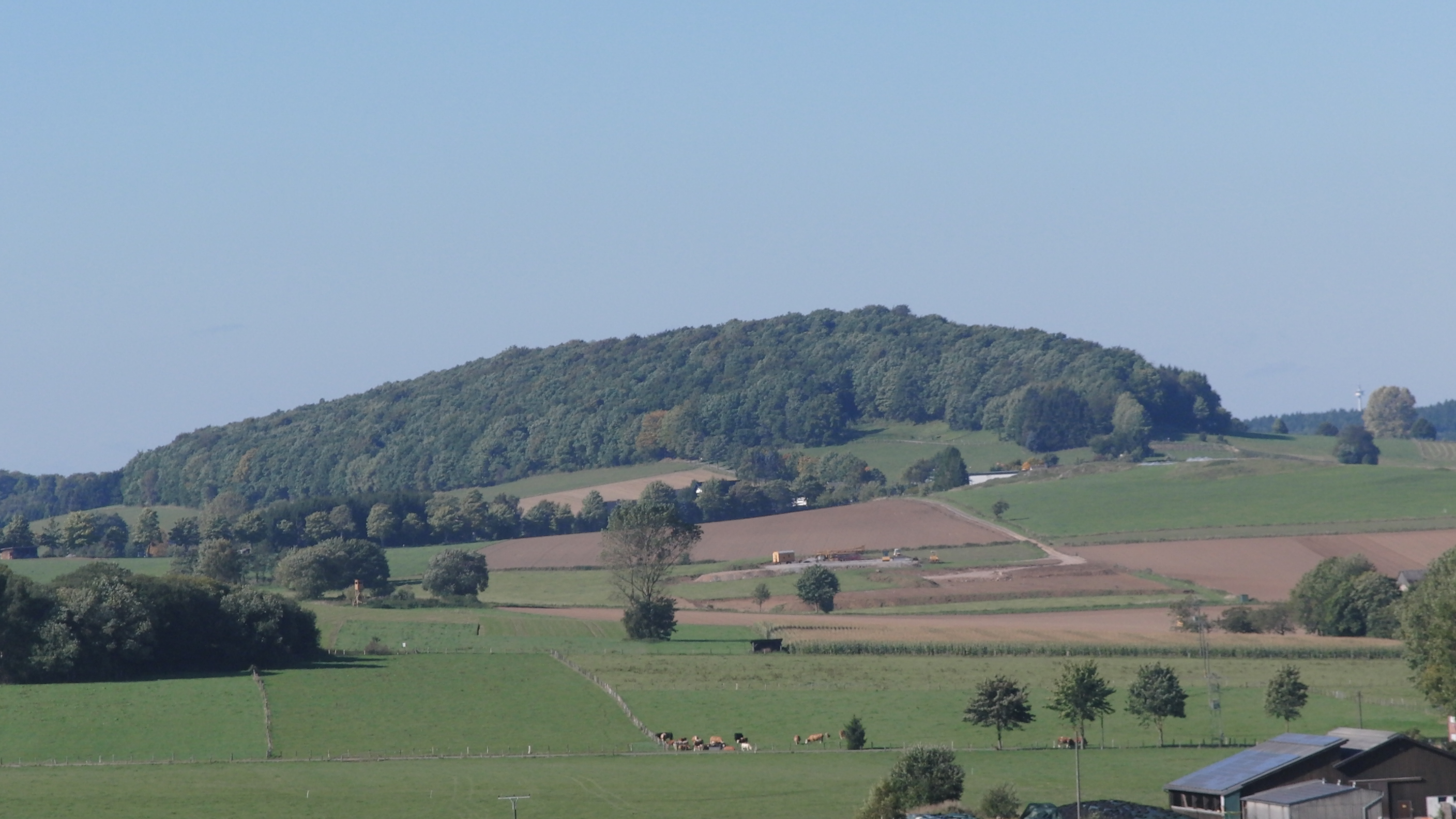
Naturschutzgebiet Altenbürener Steinberg im Hintergrund

Das Naturschutzgebiet Altenbürener Steinberg mit einer Größe von 23,06 ha liegt südwestlich von Altenbüren im Stadtgebiet Brilon und geht bis zur Grenze zum Stadtgebiet Olsberg. Die erste Ausweisung als Naturschutzgebiet (NSG) erfolgte 1981 durch die Bezirksregierung Arnsberg. Das Gebiet wurde 2008 mit dem Landschaftsplan Briloner Hochfläche durch den Hochsauerlandkreis erneut ausgewiesen. Im Olsberger Stadtgebiet gehört der angrenzende Bereich mit Diabas zum Naturschutzgebiet Hölzerner Peter.

## Gebietsbeschreibung
Beim NSG handelt es sich um das Ostende eines Diabasfelszuges. Das NSG hat eine steile nördliche bzw. eine etwas flachere südliche Exposition. NSG finden sich bis zu sechs Meter hohe Felsen. Unterhalb der Felsen sind farnreiche Ahorn-Schluchtwälder ausgebildet, so auch im Westen und lokal auch im Nordosten. Im NSG finden sich überwiegend Eichen, ferner sind auch Rotbuche, Bergahorn und Eberesche beigemischt. Lediglich im Osten liegt randlich ein kleiner reiner Buchenwald. Diese Eichen-dominierte Baumschicht ist auf größeren Teilflächen durch historische Niederwaldwirtschaft bedingt. Die oft flechtenreichen Eichen hatten bei Ausweisung einen Durchmesser von etwa 40 cm. Der Laubwald ist durch größere Alt- und Totholzanteile geprägt. Im Westen quert eine Hochspannungsleitung das Gebiet. Unter der Trasse wächst ein regelmäßig auf den Stock gesetztes Gebüsch, in dem die Hasel dominiert; im Süden der Trasse befindet sich ein kleiner Borstgrasrasen.
Es wurden Pflanzenarten wie Ährige Teufelskralle, Braunstieliger Streifenfarn, Buchenfarn, Busch-Windröschen, Ähriges Christophskraut, Draht-Schmiele, Dreinervige Nabelmiere, Eichenfarn, Frauenfarn, Gemeiner Tüpfelfarn, Gewöhnlicher Wurmfarn, Kleiner Dornfarn, Knotige Braunwurz, Maiglöckchen, Waldmeister, Wiesen-Wachtelweizen, Zerbrechlicher Blasenfarn und Zweiblättrige Schattenblume nachgewiesen.
Im Landschaftsplan steht zum Gebiet: „Das Gesamtgebiet besitzt durch die hohe strukturelle Vielfalt, das Vorkommen eines FFH-Lebensraumtyps sowie eines in der Region selten vorkommenden großflächigen Eichenwaldes eine wichtige Bedeutung als Refugial- und Trittsteinlebensraum; es ist dabei im Zusammenhang mit dem angrenzenden NSG ‚Hölzerner Peter‘ zu sehen. Am Westrand wurden einige Fichten- und Gartenparzellen in die Abgrenzung einbezogen.“

## Schutzzweck
Im NSG soll das Waldgebiet geschützt werden. Wie bei allen Naturschutzgebieten in Deutschland wurde in der Schutzausweisung darauf hingewiesen, dass das Gebiet „wegen der Seltenheit, besonderen Eigenart und Schönheit des Gebietes“ zum Naturschutzgebiet wurde.
Im Landschaftsplan steht zum Schutzzweck: „Erhaltung und Optimierung eines strukturreichen Eichen-Buchenwaldes und anderen, ökologisch wertvollen Sonderstandorten (Gebüsche, Borstgrasrasen, Waldsäume) mit ihrem Inventar an typischen, teilweise seltenen und gefährdeten Tier- und Pflanzenarten; Schutz der Diabasklippen und Blockschuttvorkommen aus erdgeschichtlichen / landeskundlichen Gründen; Sicherung der besonderen Eigenart und hervorragenden Schönheit dieses langgestreckten Härtlingszuges (auch ergänzend zum westlich benachbarten NSG ‚Hölzerner Peter‘).“  